# Vlasta Lah
Vlasta Giulia Lah Rocchi (13 de gener de 1913 - 12 de juliol de 1978), coneguda professionalment com Vlasta Lah, va ser la primera dona directora de pel·lícules sonores al cinema argentí, així com l'única dona cineasta a Amèrica Llatina als anys 60.Abans d'ella, les úniques dones cineastes del país van treballar durant el cinema mut els anys 10 i principis dels 20, abans del desenvolupament industrial del cinema argentí.
Lah va néixer a Pula, aleshores part d'Àustria-Hongria, i va emigrar a Buenos Aires cap al 1930 amb el seu marit i company de cinema Catrano Catrani. Va treballar àmpliament com a ajudant de direcció per a l'estudi de cinema Estudios San Miguel, en pel·lícules de directors reconeguts de l'època. El 1960, va debutar com a directora amb Las furias, a la qual va seguir la seva darrera pel·lícula Las modelos el 1963. Poc se sap d'això. La vida de Lah i la seva figura ja s'havien oblidat en gran part en el moment de la seva mort, tot i que en els últims anys la seva figura ha estat rescatada per crítics i historiadors.

## Vida i carrera

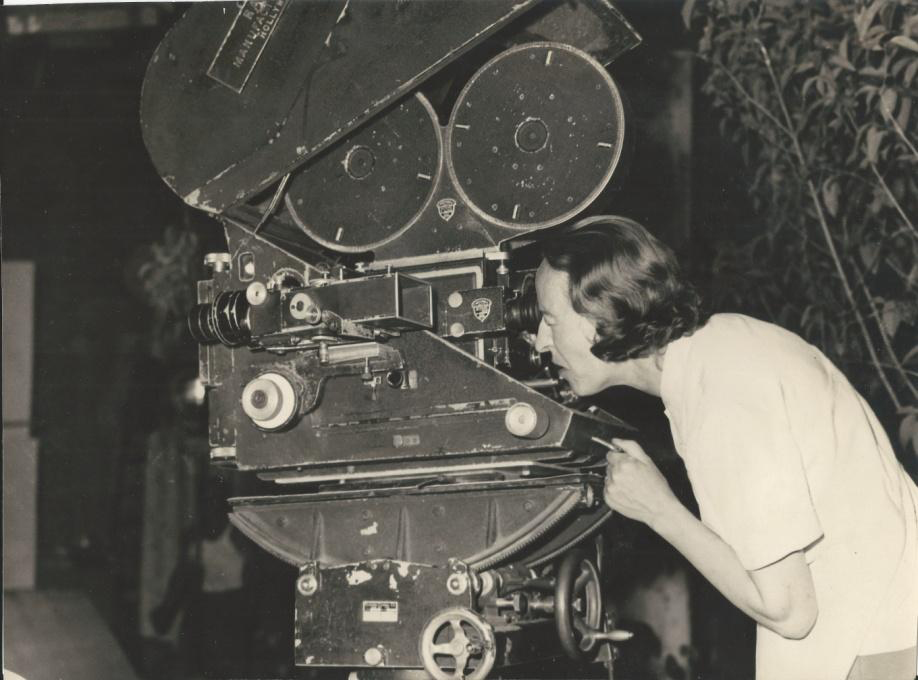
Lah durant el rodatge de Las furias (1960) als estudis Lumiton a Buenos Aires.

Vlasta Giulia Lah Rocchi va néixer el 13 de gener de 1913 a Pula, aleshores part d'Àustria-Hongria. Al voltant de 1930, es va traslladar a Roma i es va matricular al Centro Sperimentale di Cinematografia per estudiar interpretació, però més tard va passar a la direcció de cinema. El 1938, Lah es va casar amb el seu col·lega Catrano Catrani i van emigrar a Buenos Aires, on van seguir una carrera a la indústria cinematogràfica argentina, que en aquell moment vivia la seva "Edat d'Or".
A la dècada de 1940, Lah va treballar àmpliament com a ajudant de direcció a l'estudi de cinema Estudios San Miguel, treballant amb directors de renom de l'època com Mario Soffici, Carlos Schlieper, Hugo del Carril i Luis Saslavsky, entre d'altres, encara que no va poder treballar com a directora perquè la indústria excloïa les dones d'aquest paper.
Amb la crisi del sistema d'estudis i del model industrial dels anys 50, la carrera tant de Lah com de Catrani va seguir el camí de la majoria de cineastes argentins de l'època, treballant de manera independent amb projectes propis o per contractes puntuals, com ara anuncis publicitaris.
L'any 1960, va dirigir el seu primer llargmetratge, Las furias, que va ser un fracàs crític i comercial. La seva segona i última pel·lícula Las modelos es va estrenar l'any 1963 i, a diferència de la seva predecessora, va ser ben rebuda per la crítica.
Hi ha poca informació sobre la vida de Lah del període entre la seva segona pel·lícula i la seva mort, incloses les raons per les quals no va tornar a filmar. Durant la resta dels anys 60, va treballar com a guionista i traductora d'alguns projectes de cinema, televisió i teatre. Lah va morir oblidada a l'Hospital Italiano de Buenos Aires el 1978, dos anys després del seu marit.

## Llegat
Tot i que la seva obra va ser poc apreciada pels seus contemporanis i ha estat molt ignorada pels historiadors, en els darrers anys ha estat revalorada com a pionera del cinema feminista. En una llista del 2022 de les 100 millors pel·lícules del cinema argentí organitzada per les revistes La vida útil, Taipei i La tierra quema, i presentada al Festival Internacional de Cinema de Mar del Plata, la seva pel·lícula Las furias va assolir la 50a posició. També el 2022, Las furias fou inclosa en la llista de la revista Fotogramas de les 20 millors pel·lícules argentines de tots els temps.

## Filmografia
- Las furias (1960)
- Las modelos (1963)